# 北方郵政
北方郵政（PostNord AB）是一家在北歐五國提供郵政服務的公司。該公司成立於2009年6月24日，是因瑞典郵政和丹麥郵政合併而成立的控股公司，最初名為Posten Norden。 2011年，公司改為現名。公司的股權持有者是瑞典政府（持股六成）和丹麥政府（持股四成）。
因郵政服務需求不斷下降北方郵政將會在2025年年底停止丹麥的信件收取和派遞服務，並於2025年6月開始陸續移除全國約1500個郵箱，結束該公司逾400年的派信歷史。